# Ретьєндас
Ретьєндас (ісп. Retiendas) — муніципалітет в Іспанії, у складі автономної спільноти Кастилія-Ла-Манча, у провінції Гвадалахара. Населення — 43 особи (2010).
Муніципалітет розташований на відстані близько 70 км на північний схід від Мадрида, 38 км на північ від Гвадалахари.
На території муніципалітету розташовані такі населені пункти: (дані про населення за 2010 рік)
- Пантано-де-ель-Вадо: 0 осіб
- Ретьєндас: 43 особи

## Демографія
Динаміка населення (INE ):